# Барисфера
Барисфе́ра (грец. βαρυς — важкий, σφαιρα — куля) — внутрішня частина Землі, що включає ядро і проміжну оболонку, або мантію. Центральна область планети з глибини 2 900 км від поверхні. Іноді під барисферою розуміють лише ядро Землі.
Внутрішня будова барисфери встановлюється за даними вивчення швидкості проходження сейсмічних хвиль, що вказують на різну густину речовини; остання зростає до центра від 5,5 г/см³ до 12 г/см³. За станом речовини барисфера являє собою масу умовно залізо-нікелевого складу, що перебуває під високим тиском. Температура в барисфері сягає 2000—5000 °C, тиск — 3,5 млн. атм.
Історично існувало 3 гіпотези щодо стану барисфери:
- Гіпотеза газоподібного стану ядра базувалась на підвищенні температури в міру заглиблення, в зв'язку з чим у центрі земної кулі температури повинні бути дуже високими і речовини ядра переходять у газоподібний стан.
- Гіпотеза рідкого стану ядра виходить з фізичних законів, за якими при величезному тиску всередині Землі речовина повинна перебувати в рідкому стані.
- Гіпотеза твердого стану ядра. На її перевагу свідчить велика питома вага центральних частин Землі та великий тиск, при якому речовина повинна залишатись у твердому стані.

Сучасна геофізика виходить з теорії двошарової будови ядра Землі, де зовнішня оболонка знаходиться у рідкому стані, а внутрішня — твердому.